# سوسکچه‌های نخستین تریچوفثالموس
سوسکچه‌های نخستین تریچوفثالموس(نام علمی: Trichophthalmus) نام یک سرده از تیره سوسکچه‌های نخستین است.